# Jeroen Zweerts

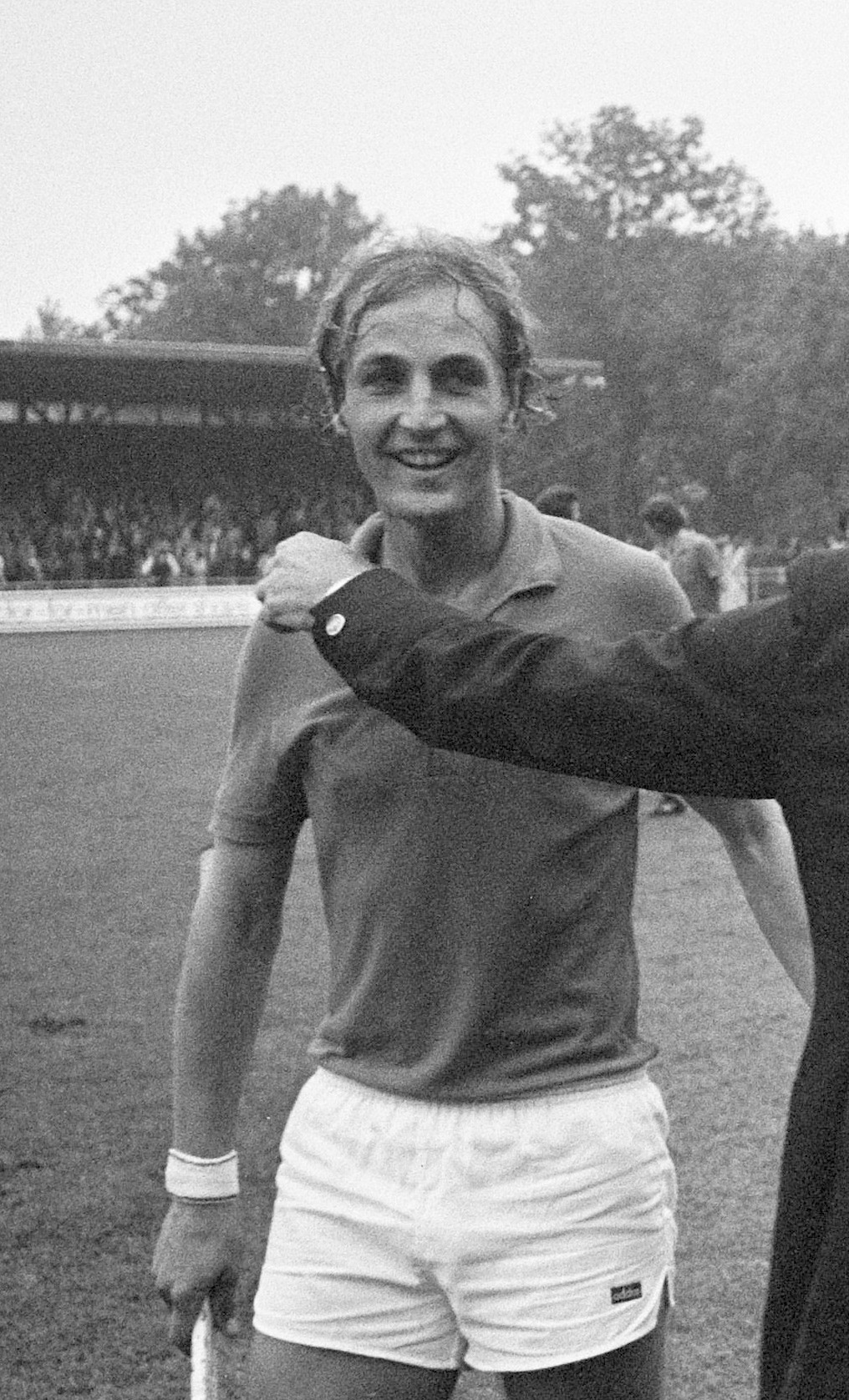
Jeroen Zweerts (1973)

Jeronemus „Jeroen“ Johannes Zweerts (* 3. Februar 1945 in Helmond) ist ein ehemaliger niederländischer Hockeyspieler, der 1973 Weltmeister und 1970 Europameisterschaftszweiter war.

## Sportliche Karriere
Der 1,83 Meter große Angriffsspieler absolvierte von 1965 bis 1973 insgesamt 56 Länderspiele für die niederländische Nationalmannschaft, in denen er vier Tore erzielte.
Nach seinem Länderspieldebüt 1965 bestritt Zweerts erst 1969 sein zweites Länderspiel, in dem er auch sein erstes Tor erzielte. Die Europameisterschaft 1970 in Brüssel war die erste Europameisterschaft überhaupt. Die niederländische Mannschaft gewann ihre Vorrundengruppe vor dem englischen Team. Im Viertelfinale siegten die Niederländer mit 1:0 über Polen und im Halbfinale folgte ein 2:0 gegen die spanische Mannschaft. Im Finale unterlagen die Niederländer mit 1:3 gegen die Deutschen. Zweerts fehlte in einem Vorrundenspiel und war in den anderen sechs Spielen dabei. Im Oktober 1971 wurde in Barcelona die erste Weltmeisterschaft ausgetragen. Die Niederländer belegten den sechsten Platz, Zweerts wirkte in allen sechs Spielen mit.
Bei den Olympischen Spielen 1972 in München belegten die Niederländer in der Vorrunde den zweiten Platz hinter der indischen Mannschaft. Nach einer 0:3-Halbfinalniederlage gegen die Deutschen unterlagen die Niederländer im Spiel um Bronze den Indern mit 1:2. Zweerts spielte in sieben von neun Partien. Im Jahr darauf bei der Weltmeisterschaft 1973 in Amstelveen belegten die Niederländer in der Vorrunde den zweiten Platz hinter der Mannschaft Pakistans. Im letzten und für das Weiterkommen entscheidenden Gruppenspiel besiegten die Niederländer die Engländer mit 2:1, wobei Zweerts einen Treffer beisteuerte. Im Halbfinale gegen die deutsche Mannschaft gewannen die Niederländer genauso im Siebenmeterschießen wie im Finale gegen die Inder. Das Weltmeisterschaftsfinale war das letzte Länderspiel von Jeroen Zweerts.
Zweerts spielte für den Stichtse Cricket en Hockey Club, bei dem auch sein älterer Bruder Frank Zweerts aktiv war.